# Стерта реальність
«Стерта реальність» — Фільм оповідає про трьох чоловіків, долі яких переплелися в хитромудрий клубок. У кожного героя є проблема, з якою він намагається впоратися самостійно.

## Зміст
Три чоловіки, три долі. Один бачить сни, які може контролювати. Те, що відбувається навколо, перестало його особливо хвилювати. Він щодня прагне знову заснути, аби отримати там те, чого немає у його звичайному житті. Другий занурився в роботу. Після того як його син переїхав до іншого міста вчитися, він став уникати власного будинку. А його дружина топить переживання у крадіжках. Третій збив на смерть дівчинку, тому не переносить транспорт. Вони намагаються впоратися з усім цим, але іноді здається, що рішення гірші за самі проблеми.